# Cordylomera maculata
Cordylomera maculata es una especie de escarabajo longicornio del género Cordylomera, tribu Phoracanthini, subfamilia Cerambycinae. Fue descrita científicamente por Adlbauer en 2012.

## Descripción
Mide 11,5-12 milímetros de longitud.

## Distribución
Se distribuye por Zambia.